# Bis dass das Leben uns scheidet
Bis dass das Leben uns scheidet (portugiesischer Originaltitel: Até Que a Vida Nos Separe) ist eine portugiesische Drama-Serie, die von Hugo Gonçalves, João Tordo sowie Tiago Santos erdacht und von Coyote Vadio umgesetzt wurde. In Portugal fand die Premiere der Serie auf dem öffentlich-rechtlichen TV-Sender RTP1 statt. Im deutschsprachigen Raum erfolgte die Erstveröffentlichung der Serie am 10. Februar 2022 auf dem Streamingdienst Netflix.

## Handlung
Familie Paixão, die drei Generationen umfasst, betreibt ein Hochzeitsplanungsunternehmen. Doch die rosigen Zeiten sind schon längst vorbei: Die Scheidungsrate im Land ist enorm hoch und das Geschäft läuft immer schlechter. Und auch in puncto persönliches Liebesglück läuft es für die einzelnen Familienmitglieder nicht immer rund. Die Ehe von Vanessa und Daniel, die im mittleren Alter sind, neigt sich dem Ende. Luísa und Joaquim, die ältesten der Familie, führen eine besondere Beziehung durch Höhen und Tiefen. Und die Sprösslinge Rita und Marco haben jeweils ihre ganz eigene Vorstellung von der Liebe. Jeder von ihnen versucht den richtigen Weg für sich selbst und die Familie einzuschlagen, jedoch scheint das Leben für sie kein Happy End und kein vollkommenes Liebesglück bereitzuhalten.   

## Besetzung und Synchronisation
Die deutschsprachige Synchronisation entstand nach den Dialogbüchern von Nina Kind und Wolfgang Seifert sowie unter der Dialogregie von Tanja Dohse durch die Synchronfirma CSC-Studio in Hamburg.
| Figur                     | Darsteller       | Deutscher Sprecher   |
| ------------------------- | ---------------- | -------------------- |
| Vanessa                   | Rita Loureiro    | Anne Moll            |
| Daniel                    | Dinarte Branco   | Konstantin Graudus   |
| Rita                      | Madalena Almeida | Franciska Friede     |
| Marco                     | Diogo Martins    | Daniel Axt           |
| Luísa                     | Henriqueta Maia  | Katja Brügger        |
| Joaquim                   | José Peixoto     | Achim Schülke        |
| Natália                   | Teresa Tavares   | Tanja Dohse          |
| Vasco                     | Albano Jerónimo  | Nicolas König        |
| Joaquim (in seinen 20ern) | José Condessa    | Patrick Stamme       |
| Vanessa (in ihren 20ern)  | Rita Poças       | Katharina von Keller |
| Daniel (in seinen 20ern)  | Luís Lobão       | Jesse Grimm          |
| Vasco (in seinen 20ern)   | José Mata        | Flemming Stein       |
| Guilherme                 | João Jesus       | Alexander Merbeth    |
| Cássia                    | Catarina Gouveia | Nadine Schreier      |
| Kiko                      | Romeu Vala       | Jörn Linnenbröker    |
| Capristano                | António Durães   | Marek Erhardt        |
| Margarida                 | Beatriz Godinho  | Nina Witt            |
| Gustavo                   | José Redondo     | Christopher Groß     |

## Episodenliste
| Nr. | Deutscher Titel | Originaltitel | Erstausstrahlung (Portugal) A | Deutschsprachige Erstveröffentlichung (D/A/CH) | Zuschauer (Portugal) B |
| --- | --------------- | ------------- | ----------------------------- | ---------------------------------------------- | ---------------------- |
| 1   | Folge 1         | Episódio n.º1 | 3. Feb. 2021                  | 10. Feb. 2022                                  | 541.500 (9,6 %)        |
| 2   | Folge 2         | Episódio n.º2 | 10. Feb. 2021                 | 10. Feb. 2022                                  | 446.500 (7,9 %)        |
| 3   | Folge 3         | Episódio n.º3 | 17. Feb. 2021                 | 10. Feb. 2022                                  | 323.000 (5,6 %)        |
| 4   | Folge 4         | Episódio n.º4 | 24. Feb. 2021                 | 10. Feb. 2022                                  | 465.500 (8,5 %)        |
| 5   | Folge 5         | Episódio n.º5 | 3. März 2021                  | 10. Feb. 2022                                  | 342.000 (6,2 %)        |
| 6   | Folge 6         | Episódio n.º6 | 10. März 2021                 | 10. Feb. 2022                                  | 475.000 (8,9 %)        |
| 7   | Folge 7         | Episódio n.º7 | 17. März 2021                 | 10. Feb. 2022                                  | 399.000 (7,3 %)        |
| 8   | Folge 8         | Episódio n.º8 | 31. März 2021                 | 10. Feb. 2022                                  | 351.500 (6,5 %)        |